# ويليس ك. كوك
ويليس ك. كوك (بالإنجليزية: Willis C. Cook)‏ هو دبلوماسي وقاضي ومحامي وسياسي أمريكي، ولد في 1874، وتوفي في 1942. حزبياً، نشط في الحزب الجمهوري.